# Boophis brachychir
Boophis brachychir — вид лягушек из рода мадагаскарские веслоноги (Boophis) семейства мантеллы.

## Общие сведения
Лягушки вида Boophis brachychir являются эндемиками Мадагаскара. Их природной средой обитания являются сухие субтропические и тропические леса, субтропические и тропические влажные леса, субтропические и тропические горные регионы с влажным климатом, влажные саванны и речные поймы. Так как этот вид обитает также в лесных массивах, подвергаемых промышленной вырубке, зона расселения Boophis brachychir постоянно сокращается.